# Conrado Etchebarne
Conrado José Etchebarne (Buenos Aires, 20 de agosto de 1929), es un abogado argentino y ministro de Justicia de la Argentina entre 1969 y 1970, designado por el presidente de facto Juan Carlos Onganía.

## Biografía
Egresó como abogado de la Universidad de Buenos Aires en 1954. Posteriormente estudió en la Harvard Law School en 1962, especializándose en derecho bancario y societario. Se desempeñó como docente tanto en la UBA, como la Universidad de La Plata.
Fue inspector general de Justicia entre 1956 y 1958. Es miembro del American Law Institute. Ejerció su profesión en su bufete de Abogados en la ciudad de Buenos Aires.
Asumió como secretario de Justicia, el 10 de octubre de 1966, bajo el gobierno de facto de Juan Carlos Onganía. El 29 de octubre de 1969, asumió el cargo de ministro de Justicia.